# Купол (аэропорт)
Ку́пол — аэропорт, обслуживающий одноимённое коренное золото-серебряное месторождение, которое является одним из крупнейших на Дальнем Востоке.
Построен канадской корпорацией «Kinross Gold» для нужд своего предприятия в Анадырском районе Чукотского автономного округа (400 км северо-западнее города Анадырь).
До ближайшего населённого пункта — села Илирней — 96 км.

## Климат
Аэропорт расположен в зоне многолетней мерзлоты с субарктическим климатом. Холодный период года длится около 8 месяцев.

## Принимаемые типыВС
Bombardier Q Series, Ан-12, Ан-74, Ан-140, Ан-24, Ан-26, Як-40, вертолеты всех типов.

Воздушные суда в Аэропорту Купол
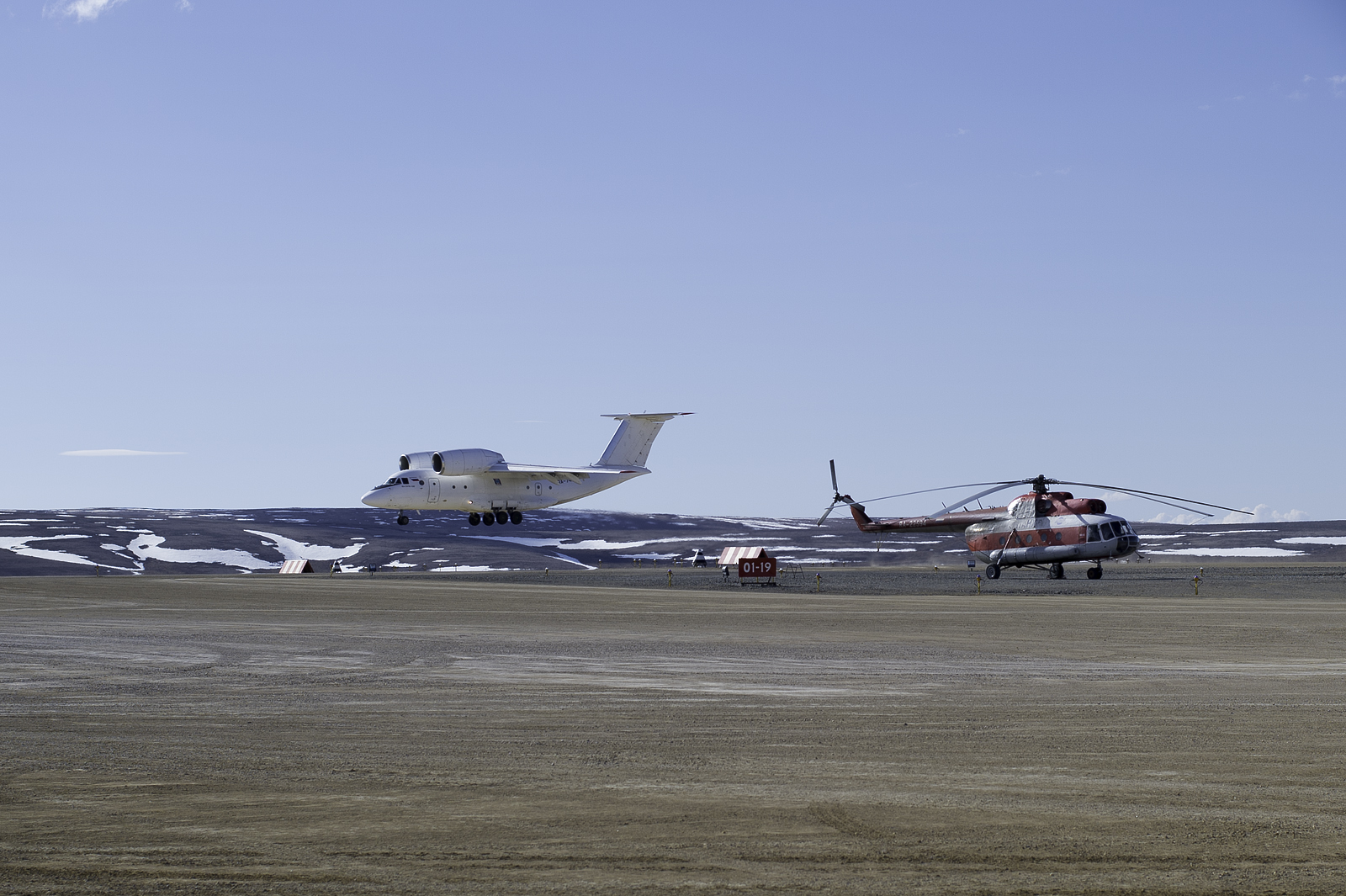
Ан-74
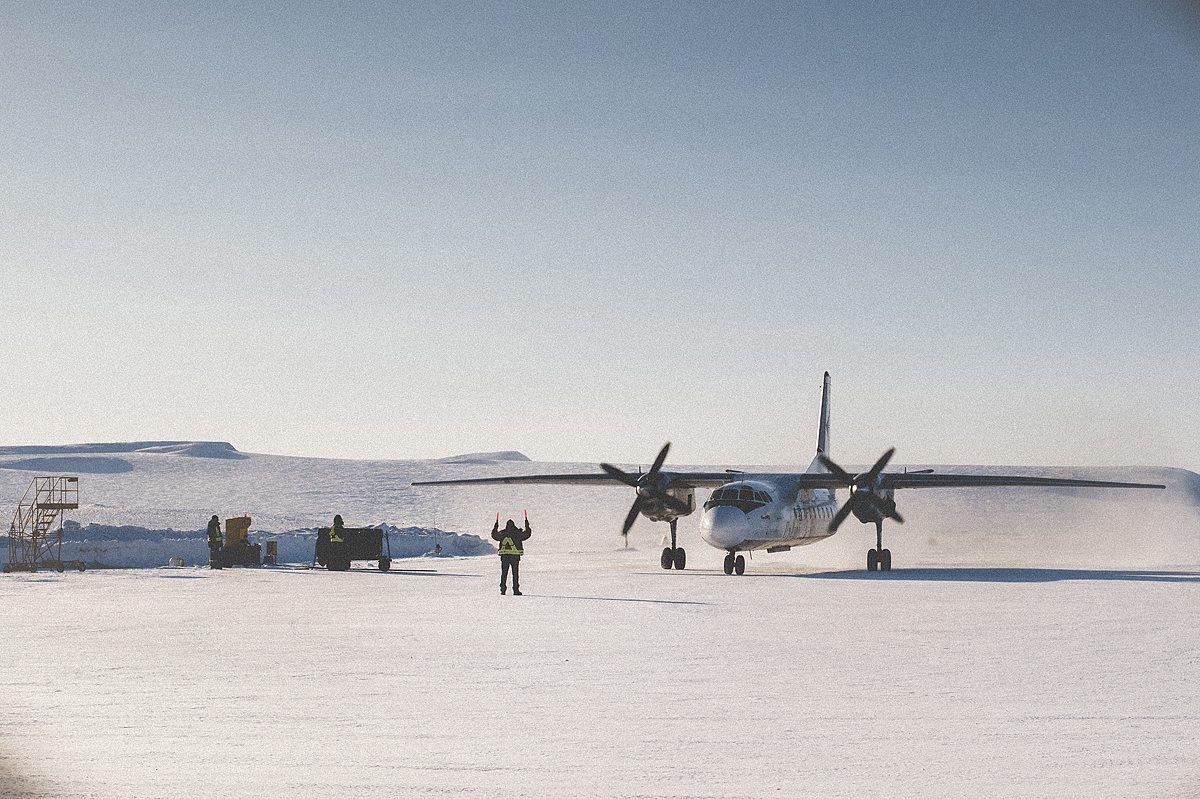
Ан-24

## Маршрутная сеть
| Авиакомпания | Направление | Тип ВС | Примечание         |
| ------------ | ----------- | ------ | ------------------ |
| Аврора       | Магадан     | DHC-8  | пн, вт, ср, чт, пт |
| Ираэро       | Магадан     | Ан-24  | по датам           |

## Происшествия
- 7 марта 2019 года самолет Bombardier DHC 8-Q400 авиакомпании "Аврора", следовавший по маршруту Магадан — Купол, после посадки выкатился за пределы ВПП, повредив светосигнальное оборудование. На борту находились 68 пассажиров и 5 членов экипажа. Пострадавших нет[5].